# Balkulewo
Balkulewo – dawna leśniczówka. Tereny, na których była położona, leżą obecnie na Białorusi, w obwodzie mińskim, w rejonie mołodeckim, w sielsowiecie Lebiedziewo.

## Historia
W czasach zaborów w granicach Imperium Rosyjskiego.
W latach 1921–1945 leśniczówka leżała w Polsce, w województwie nowogródzkim (od 1926 w województwie wileńskim), w powiecie mołodeckim, w gminie Bienica.
W 1931 w 1 domu zamieszkiwało 7 osób.